# Inspektorat Łuck Armii Krajowej
Inspektorat Łuck AK – terenowa struktura Okręgu Wołyń AK.

## Skład organizacyjny
Struktura organizacyjna podana za Atlas polskiego podziemia niepodległościowego:
- Obwód Łuck AK „Łan”
- Obwód Kiwerce AK „Łąka”
- Obwód Horochów AK „Łom”
- Obwód Włodzimierz Wołyński AK „Ława”

## Komendanci inspektoratu
- por/kpt. piech. Leopold Świkla ps. „Adam” (XII 1942 – 29 III 1944)[3][1]